# Ułani, ułani...
Ułani, ułani... – polski film dokumentalny z 1998 w reżyserii Aliny Czerniakowskiej.
Autorzy dokumentu, wykorzystując materiały archiwalne z 1939, zapisy rozmów z byłymi kawalerzystami oraz byłymi dowódcami niemieckimi, przedstawili etos przedwojennej kawalerii polskiej oraz jej losy po kapitulacji we wrześniu 1939.